# ألان والاس
ألان والاس (1 أبريل 1891 في نيوزيلندا - 10 مايو 1915) (بالإنجليزية: Alan Wallace)‏ هو لاعب كريكت نيوزلندي. لعب مع فريق أوكلاند للكريكت ‏.

## وصلات خارجية
- ألان والاس على موقع إي آس بي آن كريك إنفو (الإنجليزية)